# Rolls-Royce Wraith
In 1938 werd de 20 HP-reeks van Rolls-Royce vervangen door de Rolls-Royce Wraith. Die kreeg een onafhankelijke wielophanging vooraan gebaseerd op die van de Packard 120. Deze Rolls-Royce kreeg een nieuwe 6-in-lijnmotor met een cilinderinhoud van 4257 cc. Die motor was aan een vierversnellingsbak gekoppeld. De Wraith stond op een gloednieuw chassis en kreeg een wielbasis van 3454,4 mm. De topsnelheid lag op 137 km/u. Vanwege de Tweede Wereldoorlog werd de productie in 1939 beëindigd nadat slechts 491 exemplaren waren gebouwd. Zonder de oorlog zou het model echter slechts een jaar langer zijn gebouwd. Ten slotte was de Wraith de laatste auto die in de fabriek in Derby geproduceerd werd. De productie verhuisde daarna naar Crewe.

## Versies

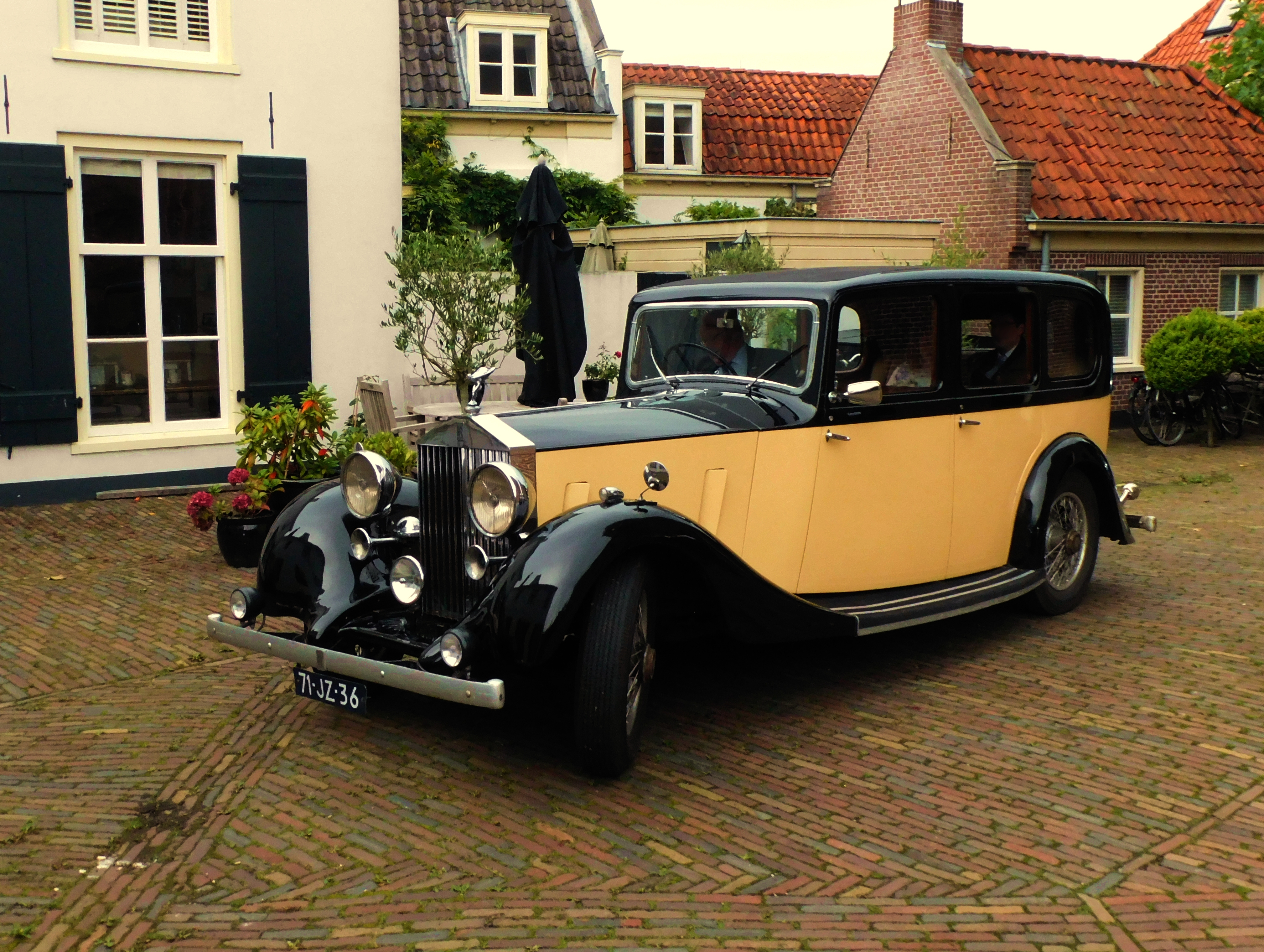
Rolls Royce Silver Wraith type 25-30, bouwjaar 1938

De Wraith werd, net als zijn voorgangers, enkel als chassis met motor geleverd. Bij verschillende koetswerkbouwers konden koetswerken gemonteerd worden:
- H.J. Mulliner Saloon
- Hooper Limousine
- Park Ward Saloon